# Strudsen
|  | Denne artikel er oprettet af botten PalnaBot ud fra en ekstern database. Den kan derfor have sproglige fejl eller mangler. Denne skabelon kan fjernes efter kontrol af indholdet. |

Strudsen er en børnefilm fra 1992 instrueret af Lise Roos efter manuskript af Lise Roos.

## Handling
En varm sommerdag den 5. august 1951 begiver fire børn sig af sted på et eventyr, som bliver til en jagt på en struds! Jagten bringer børnene længere og længere ind i grænselandet mellem fantasi og virkelighed. I børnenes fantasi sker der en masse - i virkeligheden er dagligdagen ikke forandret.